# Akademie der Wissenschaften und Künste des Kosovo

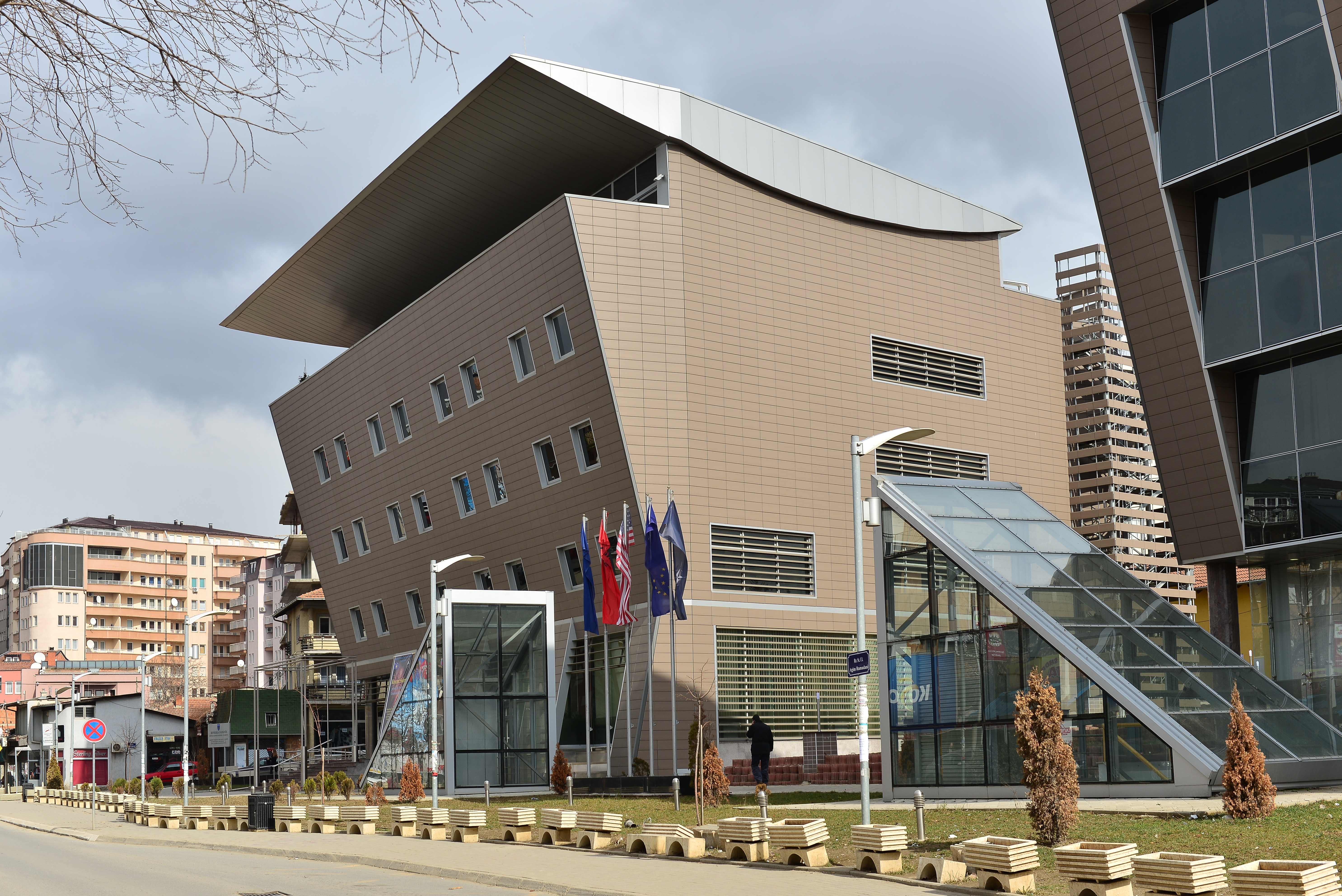
Das Akademiegebäude der Wissenschaften und Künste nahe dem Regierungsviertel in Pristina (2013)

Die Akademie der Wissenschaften und Künste des Kosovo (albanisch Akademia e Shkencave dhe Arteve e Kosovës, kurz ASHAK; lateinisch Academia Scientiarum et Artium Kosoviensis) ist eine Akademie der Wissenschaften und eine Kunsthochschule in der kosovarischen Hauptstadt Pristina. Sie wurde am 20. Dezember 1975 gegründet und hat je eine Fakultät für Sprache und Literatur, Sozialwissenschaften, Naturwissenschaften und Kunst.
Leiter der Akademie ist seit 2011 Hivzi Islami (* 1946), der ein gelernter Demograph und Geograph ist. In den 1990er Jahren leitete er eine politische Partei und war im Parlament vertreten.
Die Akademie ist Mitglied im Dachverband von All European Academies.